# Emily MacGowan
Emily MacGowan es una jinete estadounidense que compitió en la modalidad de concurso completo. Ganó dos medallas en los Juegos Panamericanos de 1987, oro en la prueba por equipos y plata en individual.

## Palmarés internacional
| Juegos Panamericanos | Juegos Panamericanos          | Juegos Panamericanos | Juegos Panamericanos |
| Año                  | Lugar                         | Medalla              | Categoría            |
| -------------------- | ----------------------------- | -------------------- | -------------------- |
| 1987                 | Indianápolis (Estados Unidos) | Medalla de oro       | Por equipos          |
| 1987                 | Indianápolis (Estados Unidos) | Medalla de plata     | Individual           |